# يوسف خباز
يوسف خباز سياسي ودبلوماسي سوري، برز في المشهد السياسي خلال منتصف الستينات.

## عمله ووظائفه
وزير دولة لشؤون الحكم والسياحة (1966) ضمن حكومة صلاح الدين البيطار الخامسة، والتي تشكلت في 1 كانون الثاني 1966. ومع ذلك، لم تستمر هذه الحكومة طويلاً، حيث استقالت في 23 شباط 1966،عضو في المجلس الوطني للثورة (1966) تم تعيينه بموجب المرسوم التشريعي رقم 22 الذي أصدره رئيس مجلس الرئاسة آنذاك، أمين الحافظ، في 12 شباط 1966. سفير سوريا لدى المانيا.